# La Conscience du roi
La Conscience du roi (The Conscience of the King) est le treizième épisode de la première saison de la série télévisée Star Trek. Douzième épisode à avoir été produit, il fut diffusé pour la première fois le 8 décembre 1966 sur la chaîne NBC.
Le capitaine Kirk croit reconnaître dans l'acteur shakespearien Anton Karidian la figure de Kodos-l'Exécuteur qui a commis un massacre sur Tarsus IV, vingt ans auparavant. Afin d'en avoir le cœur net, il l'invite avec sa troupe à bord de l'Enterprise.

## Distribution

### Acteurs principaux
- William Shatner : James T. Kirk (VF : Yvon Thiboutot)
- Leonard Nimoy : Spock (VF : Régis Dubost)
- DeForest Kelley : Leonard McCoy
- Nichelle Nichols : Uhura
- Grace Lee Whitney : Janice Rand

### Acteurs secondaires
- Arnold Moss : Anton Karidian / Kodos
- Barbara Anderson : Lenore Karidian
- Bruce Hyde : lieutenant Kevin Thomas Riley
- William Sargent : docteur Thomas Leighton
- Natalie Norwick : Martha Leighton
- Karl Bruck : acteur jouant le roi Duncan
- Marc Adams : acteur jouant Hamlet
- Eddie Paskey : lieutenant Leslie

## Résumé
Thomas Leighton, un ami de Kirk, est persuadé qu'Anton Karidian, acteur et directeur d'une troupe de théâtre, est en réalité Kodos, l'exécuteur, responsable vingt ans plus tôt de la mort de 4 000 colons sur la planète Tarsus IV. Leighton, ainsi que Kirk, fait partie des neuf survivants capables d'identifier Kodos. Il est assassiné au cours d'une réception donnée en l'honneur des comédiens.
Kirk, en proie au doute, interroge les archives. Il convainc le capitaine du navire qui devait emmener les comédiens en tournée de rompre ses engagements. Lenore, la fille de Karidian, dont le charme ne laisse pas Kirk insensible, obtient de celui-ci qu'il transporte la troupe à destination. En échange, la compagnie donnera une représentation à l'équipage. Kirk apprend qu'un autre témoin susceptible d'identifier Kodos, est présent à bord, le jeune Kevin Thomas Riley. Il le fait affecter à la salle des machines.
Pendant son quart, le jeune homme est empoisonné. Transporté d'urgence à l'infirmerie, il en réchappe de peu. Kirk a une discussion animée avec Spock. Le second a découvert le lien entre Kirk et Riley or ils sont les derniers des neuf à être encore en vie : tous les autres sont morts. Coïncidence troublante, la compagnie Karidian donnait à chaque fois une représentation dans le secteur. Kirk est visé à son tour : il échappe de peu à l'explosion d'un phaseur en surchauffe, dissimulé dans ses quartiers.
Kirk a une entrevue avec Anton Karidian. Il lui fait lire un texte dans lequel Kodos, usant de ses prérogatives de gouverneur de Tarsus IV, invoque la loi martiale et justifie le sacrifice de la moitié des colons par la nécessité de préserver l'autre moitié. En effet, les vivres de la colonie ont été contaminés et il est impossible d'assurer la survie de toute la population même par le rationnement. Ironie macabre, un navire de ravitaillement parviendra à rejoindre Tarsus IV, rendant inutile le carnage commis par Kodos. Le dictateur est laissé pour mort mais son corps ne pourra être identifié.
Dans l'attente des résultats de l'analyse vocale, la troupe donne une représentation de Hamlet. Riley entend McCoy enregistrer son rapport à l'insu de celui-ci et décide de faire justice tout seul. Kirk parvient à l'en dissuader in extremis et entend la confession de Lenore à son père, lui avouant avoir assassiné les derniers témoins. Karidian/Kodos est abasourdi par cette révélation, lui qui pensait avoir préservé sa fille du mal. Il s'interpose quand elle tire sur Kirk et meurt dans les bras de Lenore qui sombre complètement dans la folie.

## Autour de l'épisode
- Ni Scotty, ni Sulu n'apparaissent dans l'épisode.
- L'épisode fait réapparaitre, l'officier de communication Kevin Riley joué par Bruce Hyde apparut pour la première fois dans L'Équipage en folie.
- Le nom de l'agent d'équipage joué par Eddie Paskey, M. Leslie, est établi à partir de cet épisode.
- C'est le seul épisode qui montre la nuit sur l'Enterprise. Kirk dit qu'ils essayent de simuler les conditions de nuit et le jour aussi étroitement que possible.
- Dans la quatrième saison de la série dérivée Star Trek: Enterprise, l'épisode Miroir, mon sombre miroir - 2e partie, les informations biographiques pour Hoshi Sato déclarent qu'elle était une de 4 000 personnes tuées par Kodos sur la colonie de Tarsus.
- Uhura chante la chanson "Beyond Antares" qu'elle jouait dans l'épisode Charlie X et qu'elle jouera dans l'épisode Le Korrigan.
- C'est la seule apparition du Pont d'Observation
- La trappe dans laquelle Kirk jette le phaser surchargé, sera plus tard utilisée par Lazarus pour causer un incendie dans l'épisode Les Jumeaux de l'Apocalypse.

## Analyse
L'épisode s'inspire beaucoup du dramaturge Shakespeare, en particulier sa pièce Macbeth. Le destin de Karidian/Kodos ressemble à celui du roi d'Écosse : coupable d'un crime horrible (la trahison puis le régicide), Macbeth, saisi par la paranoïa du pouvoir, se rend coupable d'atrocités qui montent la population contre lui. Il est finalement tué par MacDuff, le rescapé d'une famille dont le tyran a ordonné le massacre. Son épouse et inspiratrice, Lady Macbeth (rôle joué par Lenore), sombre dans la folie pour avoir participé à l'assassinat du roi et elle meurt au dernier acte. Kodos, lui aussi, est coupable de crimes de masse et le spectateur est amené à penser que c'est lui qui tente d'assassiner le capitaine Kirk. Le jeune Riley veut lui faire payer la mort de sa famille. Enfin, les évènements révèleront la démence de Lenore qui plonge définitivement dans la folie lorsqu'elle cause la mort de son père (le roi ?) en voulant atteindre Kirk. Dans la pièce de Shakespeare, les figures de Macbeth et de Lady Macbeth se répondent : elle est l'inspiratrice qui pousse le tyran à agir. Si Lenore agit, elle, c'est à l'insu de son père, pour le protéger. Elle est donc la « conscience du roi » évoquée par le titre. Il faut préciser que Macbeth est une pièce qui a la réputation de porter malheur au point que les acteurs évitent d'en prononcer le titre, lui préférant la périphrase « cette pièce écossaise » (« the Scottish play »).
Le titre cite une phrase d' Hamlet" : « la pièce où j'attraperai la conscience du Roi. » (Acte 2 - scène 2). L'épisode contient plusieurs références subtiles à cette pièce : la conscience dérangée d'un leader, ses crimes étant exposés pendant la pièce et une fille perdant la raison (ou plus comme dans le cas de Lenore) après la mort accidentelle de son père.
Lorsque Lenore dévoile ses penchants meurtriers, elle accueille Kirk en le comparant à César, elle récite des vers de la pièce de Shakespeare Jules César, qui raconte l'assassinat de l'empereur romain sur les marches du capitole.
L'épisode aborde aussi le thème des criminels de guerre en fuite. En effet, dans cet épisode, les méfaits de Kodos remontent à vingt ans et renvoie aux actions de la Seconde Guerre mondiale. Au moment de la diffusion de l'épisode, la traque des criminels de guerre nazis est encore d'actualité : Adolf Eichmann, l'un des principaux responsables de la mise en œuvre de la solution finale a été arrêté six ans plus tôt, en 1960, jugé l'année suivante et exécuté en 1962. On suggère que Kodos, le personnage de fiction, a départagé les survivants des sacrifiés de Tarsus IV suivant des critères eugéniques qui ne sont pas sans rappeler la façon dont les nazis sélectionnaient qui devait vivre et qui devait mourir.

## Production

### Écriture
La première version du script, tel qu'écrite par Barry Trivers fut finie le 11 juillet 1966 avant différentes modifications les 23 août et 14 septembre. Dans la première version du script, on apprenait que Kirk était un jeune aide de vaisseau, fraichement sortie de l'académie de Starfleet lorsqu'il fut assigné sur Tarsus IV et vit le massacre. Cela en aurait toutefois fait quelqu'un de bien plus vieux que ce qu'il était établi dans la série. De plus, celui-ci possède toujours sa famille.
Cet épisode est sous la forme d'un Whodonit, un récit policier dont le principe est d'enfermer les protagonistes dans un lieu clos et de deviner lequel (lesquels) d'entre eux est un meurtrier - et, dans la mesure du possible, de l'empêcher d'agir -, sur le modèle des Dix petits nègres et des enquêtes d'Hercule Poirot d'Agatha Christie.

### Casting
- Barbara Anderson sera par la suite principalement connue pour jouer l'assistante de Robert Dacier (Raymond Burr) dans la série L'Homme de fer. Son rôle lui a fait tenir le record de l'actrice ayant porté le plus de robe pour un seul épisode de Star Trek.
- Dans l'ordre de production de la série, c'est la dernière fois que l'actrice Grace Lee Whitney tient le rôle de Janice Rand. On la voit dans une apparition muette en arrière-plan lors de l'entrée de Lenore sur le pont du vaisseau. Elle devait dire quelque ligne mais son départ lui avait été signalé une semaine auparavant et son rôle avait été réduit. Dans son autobiographie, The Longest Trek: My Tour of the Galaxy elle raconte qu'à la suite de son renvoi elle s'est mise à boire après avoir tourné sa dernière scène de la série[1].

### Tournage
Le tournage eu lieu du 13 au 21 septembre 1966 au studio de la compagnie Desilu sur Gower Street à Hollywood sous la direction de Gerd Oswald
Certains changement un été fait dans les décors de couloirs. Le pont d'observation est construit à partir du pont romulien de l'épisode Zone de terreur.

### Post-production
Plusieurs scènes furent coupées comme une scène où des membres d'équipage regardent une retransmission de la pièce de théâtre depuis le pont du vaisseau et une autre où l'on voit Lenore à l'infirmerie du vaisseau après sa crise.
La musique de cet épisode créé par Joseph Mullendore sera réutilisée pour les épisodes Cour martiale Une partie de campagne, Les Derniers Tyrans, Contretemps (Star Trek) et Le Retour des Archons. On entend aussi pour la première fois que le thème de la série en arrière-plan, reprit par un groupe à la soirée de Tom Leighton.

## Diffusions

### Diffusion aux États-Unis
L'épisode fut retransmis à la télévision pour la première fois le 8 décembre 1966 sur la chaîne américaine NBC en tant que treizième épisode de la première saison.

### Diffusion au Royaume-Uni et au Québec
L'épisode fut diffusé au Royaume-Uni le 20 décembre 1969 sur BBC One.
En version francophone, l'épisode fut diffusé au Québec en 1971. 

### Diffusion en France
En France, l'épisode est diffusé le 26 août 1986 lors de la rediffusion de l'intégrale de Star Trek sur La Cinq.

## Réception critique
À l'époque de sa sortie, l'épisode ne fut pas vraiment apprécié par les téléspectateurs qui le trouvèrent "trop bavard", manquant d'action et de monstres ou de gimmick de science-fiction. Il fut rarement rediffusé par la suite.
Dans un classement pour le site Hollywood.com Christian Blauvelt place cet épisode à la 29e position sur les 79 épisodes de la série originelle. Pour le siteThe A.V. Club Zack Handlen donne à l'épisode la note de A- remarquant la bonne performance des acteurs notamment une "dynamique Spock/McCoy bien amenée" et "un jeu d'acteur très crédible de la part de William Shatner."
Matt Groening, créateur des Simpson a nommé ses personnages d'extraterrestres « Kodos » et « Kang » d'après le méchant de cet épisode et d'un Klingon apparaissant dans l'épisode La Colombe. Dans sa version réimaginée de Battlestar Galactica, le producteur exécutif Ronald D. Moore nomme le vaisseau prison Astral Queen comme le vaisseau commandé dans cet épisode par John Daily.
Affirmant que c'était son épisode préféré de Star Trek (série télévisée), l'auteur Ronald D. Moore dit :
« J'ai aimé cette histoire du passé de Kirk, un jeune homme entraîné dans une révolution et un cauchemar par le Gouverneur Kodos. J'ai aimé les traits Shakespeariens de l'épisode aussi bien que l'utilisation des pièces elles-mêmes. Et j'ai absolument aimé Kirk dans cet épisode - un homme dérangé, hanté par les ombres du passé, un homme désirant attirer Karidian dans son vaisseau pour de fausses raisons, disposés à séduire de sang-froid Lenore, luttant contre ses deux amis les plus proches et risquant son commandement au nom de la justice. Ou était-ce cela de la vengeance ? Kirk conscient de son propre manque d'objectivité, de ses propres défauts pour être dans cette chasse contre un tueur, mais il ne peut pas rejeter ce fardeau et se retirer de sa recherche pour traquer Kodos, peu importe le coût. Il a aussi certains de mes dialogues préférés dans la série originale. » « La scène avec Spock et McCoy dans les quartiers de Kirk est un des points culminants de la série. Le ton rêveur et la nature moralement ambiguë du drame m'ont fasciné et certainement influencé sur ce que Star Trek pourrait et devrait être. »

## Adaptations à l'écrit
L'épisode a été adapté sous forme d'une nouvelle de 19 pages par James Blish dans le livre Star Trek, un recueil compilant différentes histoires de la série et sorti en janvier 1967. 
En France, cette adaptation a été publiée en 1991 aux éditions Claude Lefrancq Editeur sous le nom de Star Trek : La dernière créature et traduit par Paul Couturiau.

## Éditions commerciales
Aux États-Unis, l'épisode est disponible sous différents formats. En 1985, l'épisode est sorti en VHS et Betamax. L'épisode sortit en version remastérisée sous format DVD en 1999 et 2004. Il connut une remasterisation sortie le 22 septembre 2007 : les effets spéciaux ont été améliorés et les plans de l'Enterprise sont issus d'une modélisation en image de synthèse. L'édition Blu-ray de la série fut diffusée en avril 2009.
En France,l'épisode fut disponible avec l'édition VHS de l'intégrale de la saison 1, sortie le 13 janvier 2000. L'édition DVD est sortie le 30 août 2004 et l'édition Blu-ray le 29 avril 2009.